# 鸭嘴竹叶蛙
鸭嘴竹叶蛙（学名：Odorrana nasuta）也称鸭嘴臭蛙，一种于中华人民共和国海南岛琼中县五指山地区发现的两栖动物，隶属于蛙科臭蛙属。

## 形态特征
鸭嘴竹叶蛙雄蛙体长57.1～63.2毫米，雌蛙体长73.1～73.6毫米。身体背部皮肤光滑，呈暗褐色、绿色或褐绿色；头侧、颞部为红棕色；四肢背面具有褐黑色横纹；身体腹面浅黄色，咽胸部为褐色或有褐色麻斑。